# Giosuè Carducci
Giosuè Carducci  (n. 27 iulie 1835, Valdicastello Carducci⁠(d), Pietrasanta, Toscana, Italia – d. 16 februarie 1907, Bologna, Italia) poet, prozator și eseist italian,  laureat al Premiului Nobel pentru Literatură  în  anul 1906, a fost o figură literară influentă a timpului său. 

## Motivația Juriului Nobel
"nu numai luând în considerație adânca lui cunoaștere și cercetările critice dar, înainte de orice, ca omagiu pentru energia creatoare, prospețimea stilului și forța lirică tipice capodoperelor sale poetice".

## Date biografice
Giosuè Carducci s-a născut în anul 1835 în Valdicastello (Toscana), ca fiu al unui medic carbonar. Studiile școlare și le face la Florența.
După ce și-a luat doctoratul în 1856 la Scuola Normale Superiore din Pisa, Carducci a lucrat ca profesor de gimnaziu la San Miniato  al Tedesco, orășel unde și-a publicat în 1857 prima colecție de poezii (Rime). Carducci a fost profesor de literatură italiană la Universitatea din Bologna, din 1860 până în 1904. A fost foarte popular ca lector.
Interesat de viața politică a Italiei, se manifestă ca anti-regalist și partizan al înnoirilor pentru ca, spre sfârșitul vieții, să vadă în monarhie o posibilitate fericită de împlinire a unității naționale. Senator (1890), Carducci  activează consecvent în linia progresului social și a democrației.
Poezia lui se revendică de la romantismul revoluționar al Risorgimentului ale cărui idealuri le preia, exprimându-le într-o înfățișare poetică originală în care sensibilitatea și erudiția, profetismul patriotic și retorica clasicistă se întrepătrund și se argumentează reciproc.
În ultimii ani ai vieții, bolnav, Carducci se retrage din învățământ în singurătatea bibliotecii, dar înconjurat de admirația lumii intelectuale italiene și de un prestigiu european pe care atribuirea Premiului Nobel l-a confirmat amplificându-l. Moare în 1907.

## Opera
Printre operele importante ale lui Carducci se numără:
- Odi barbare (Ode barbare) - (1877-1889),
- Rime (1857),
- Rime e ritmi (Rime și ritmuri - (1898), scrise într-un stil care îi imită pe Horațiu și Vergiliu, încercând să evoce spiritul lumii clasice,
- Nuove poesie (Poezie nouă - 1873)
- Rime nuove (Versuri noi - 1861-1887).

Conflictele din Risorgimento, momentul din secolul al XIX-lea marcat de unitatea politică italiană, este prezent în opere precum Juvenilia (1860) și Versuri noi (1887). Volumul său anticlerical și rebel Inno a Satana (Imn Satanei - 1865) a stârnit multe controverse. Pentru Carducci, Satana nu reprezenta întruchiparea răului și a corupției, ci era sinonim cu progresul nestăvilit. Printre celelalte opere publicate ale lui Carducci, se numără monografii și eseuri, precum și alte lucrări în proză despre literatura italiană. Deși reputația lui se datorează poeziei, opera sa poetică are numai patru volume din Operele complete ale lui Carducci (1939-41, 30 volume).